# Tricyphona (Tricyphona) schummeli
Tricyphona (Tricyphona) schummeli is een tweevleugelige uit de familie Pediciidae. De soort komt voor in het Palearctisch gebied.